# Нярад
Ня́рад (словац. Ňárad) — село в окрузі Дунайська Стреда Трнавського краю Словаччини. Площа села 10,45 км². Станом на 31 грудня 2015 року в селі проживало 624 жителів.

## Історія
Перші згадки про село датуються 1468 роком.

## Географія
Протікають канал Ґабчіково-Нярад і Хотарний канал.

## Населення
| Рік:            | 1994. | 2004.   | 2014.   | 2024.   |
| --------------- | ----- | ------- | ------- | ------- |
| Кількість осіб: | 584   | 628     | 631     | 645     |
| Різниця:        |       | +7,53 % | +0,47 % | +2,21 % |

| Рік:            | 2023. | 2024.   |
| --------------- | ----- | ------- |
| Кількість осіб: | 643   | 645     |
| Різниця:        |       | +0,31 % |